# Synagoga w Ciechanowie
Synagoga w Ciechanowie – zbudowana około 1908 roku u zbiegu ulic Zakroczymskiej (Piłsudskiego) i Staromiejskiej (Psiej) w Ciechanowie, w miejscu starej, drewnianej synagogi.
Wzniesiona z cegły w miejscu starej synagogi około roku 1908 (nieznana data zakończenia budowy – możliwy nawet rok 1911). Po zajęciu miasta przez hitlerowców w 1939 roku w synagodze utworzono garaż, a następnie warsztat samochodowy. Na jesieni 1940 powstało getto (zlikwidowane w 1942), zaś synagogę rozebrano.